# Vedran Princ
Vedran Princ, né le 20 décembre 1982, à Mostar, en République socialiste de Bosnie-Herzégovine, est un joueur bosnien de basket-ball. Il évolue aux postes de meneur et d'arrière.

## Palmarès
- Coupe de Bosnie-Herzégovine 2003, 2004, 2006
- Coupe de Croatie 2009, 2012